# گوسفند دریایی
گوسفند دریایی (نام علمی: Costasiella kuroshimae) یک گونه از لیسه‌های بی‌صدف کیسه زبان است. این گونه از نرم‌تنان پشت‌آبششان شکم پا است که در خانواده Costasiellidae قرار دارد.
این جانور، تنها جانور تاکنون شناخته‌شده دارای توانایی فتوسنتز است.
گوسفند دریایی در واقع یک نوع حلزون دریایی است که از جلبک‌ها تغذیه می‌کند. طول بدن آن حدوداً ۱۰ میلی‌متر یا بیشتر است. محل زندگی این جاندار دریایی در نزدیکی ژاپن، اندونزی و فیلیپین است.
این جانور تنها جانوری است که سلول‌های آن کلروپلاست دارند.
هنگامی که این جانوران از جلبک‌ها تغذیه می‌کنند، گوسفند دریایی کلروپلاست جلبک را بیرون کشیده و تحت فرآیندی که «کلپتوپلاستی» نامیده می‌شود، کلروپلاست جلبک را با بدن خود ترکیب می‌کند.

## نگارخانه

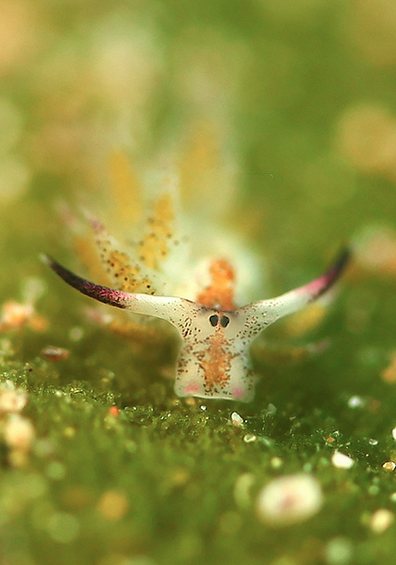
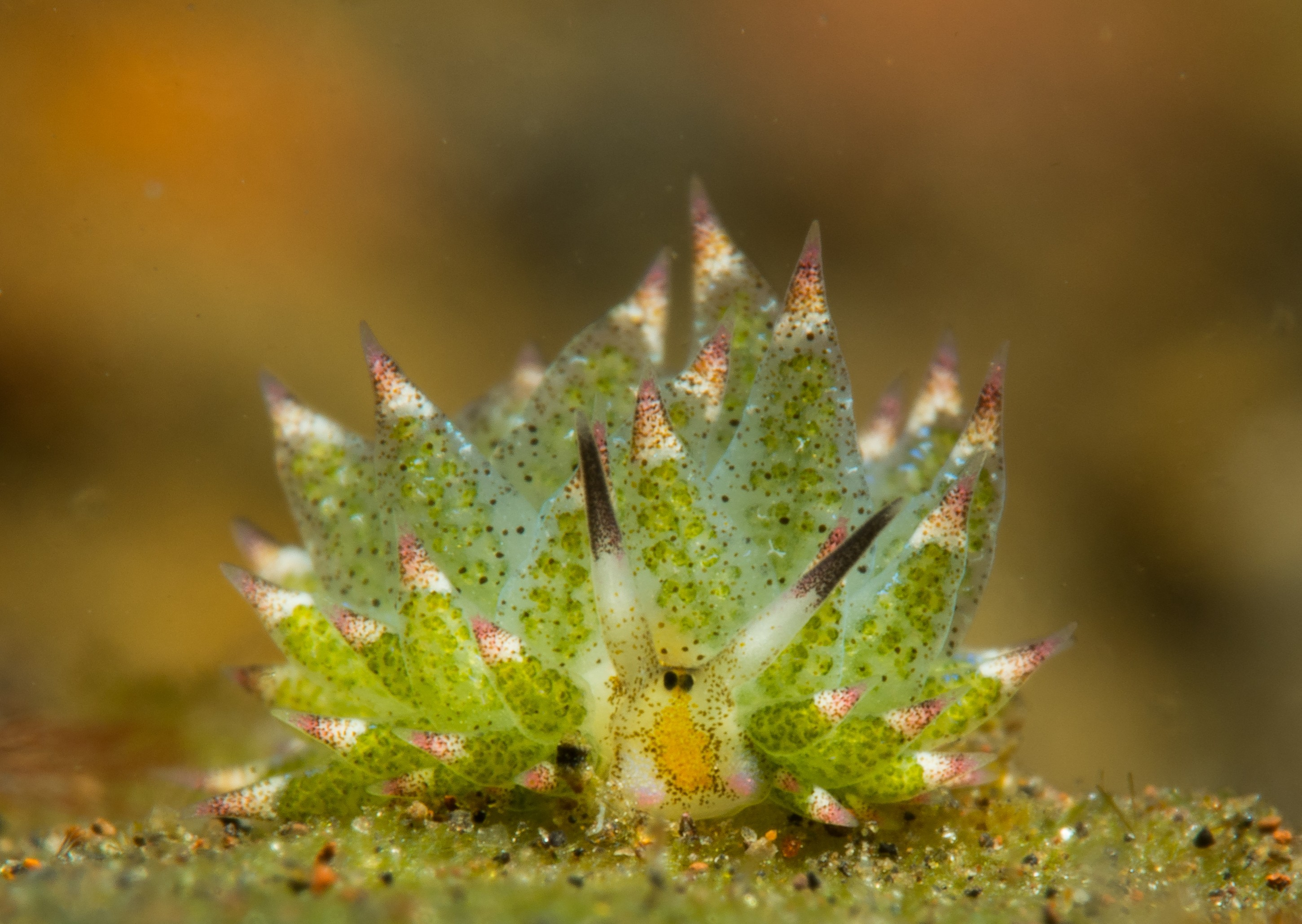
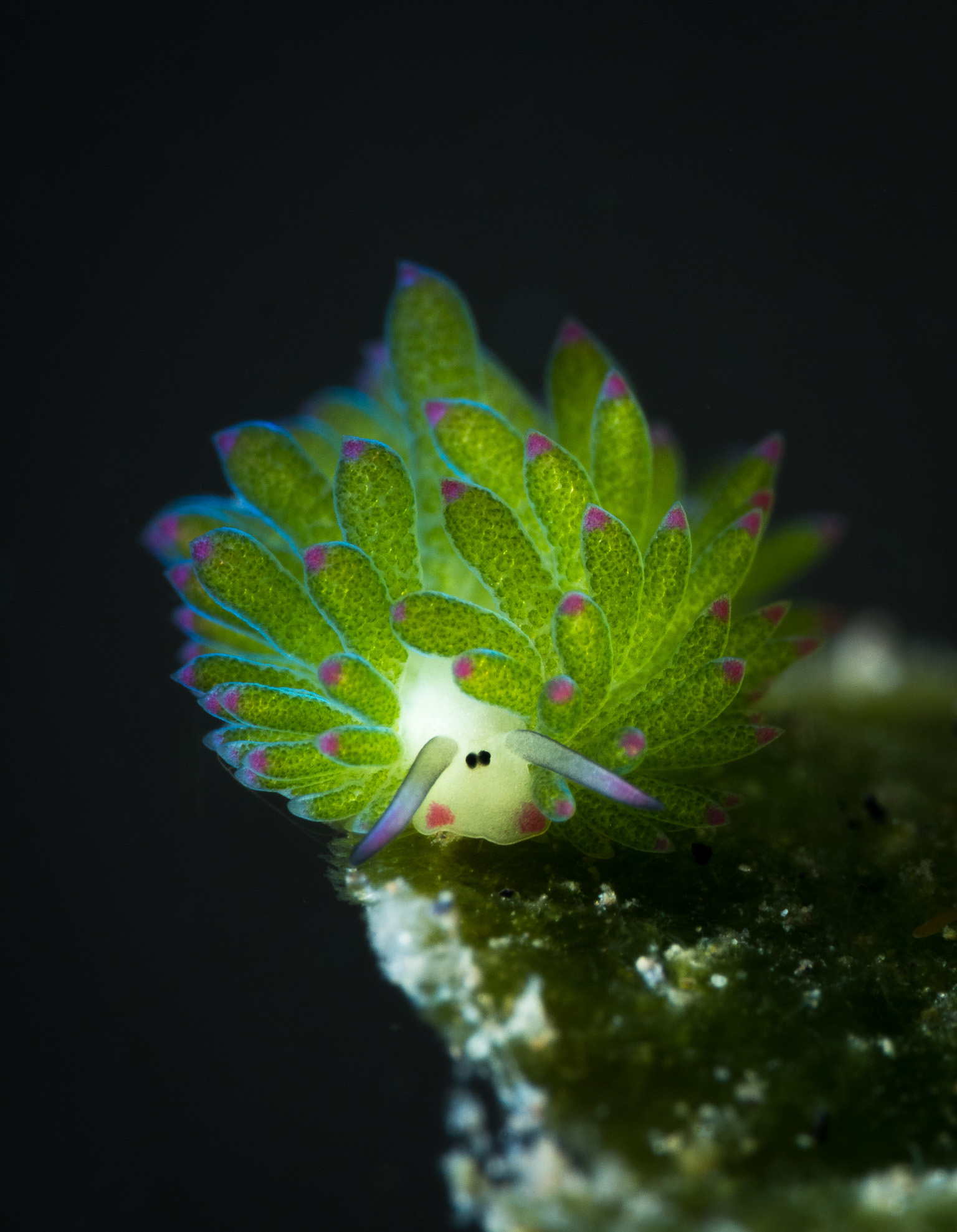